# Casa Maternitat
Casa Maternitat és una obra de Lleida protegida com a bé cultural d'interès local. Era un edifici de planta baixa i dos pisos on s'acollia als petits asilats de la Beneficència Provincial. Actualment és la seu de la Biblioteca Pública de Lleida.

## Descripció
És un edifici cantoner amb dos patis interiors de planta baixa i dues plantes de pis amb soterranis. Escala imperial que divideix l'edifici simètricament. Façana amb composició clàssica i simètrica. Balconada remarcant l'accés principal. Murs de càrrega, carreus de pedra arrebossats, forjat amb bigues de fusta; coberta de teula àrab. La pedra es va treure de les muralles de la ciutat.
Segueix la mateixa estructura que; el vell seminari de l'altre costat de la rambla (actual Universitat de Lleida). L'edifici s'organitzava al voltant de dos grans patis interiors, soterrani i planta baixa. El patí de la dreta estava destinat als jocs dels nens i el de l'esquerra a les nenes, i amb una escala noble central que comunicava les diferents dependències. Les dependències de l'edifici, com els menjadors, les aules educatives, les habitacions i la capella rodejaven els dos claustres i es disposaven al voltant de les tres plantes de l'edifici.

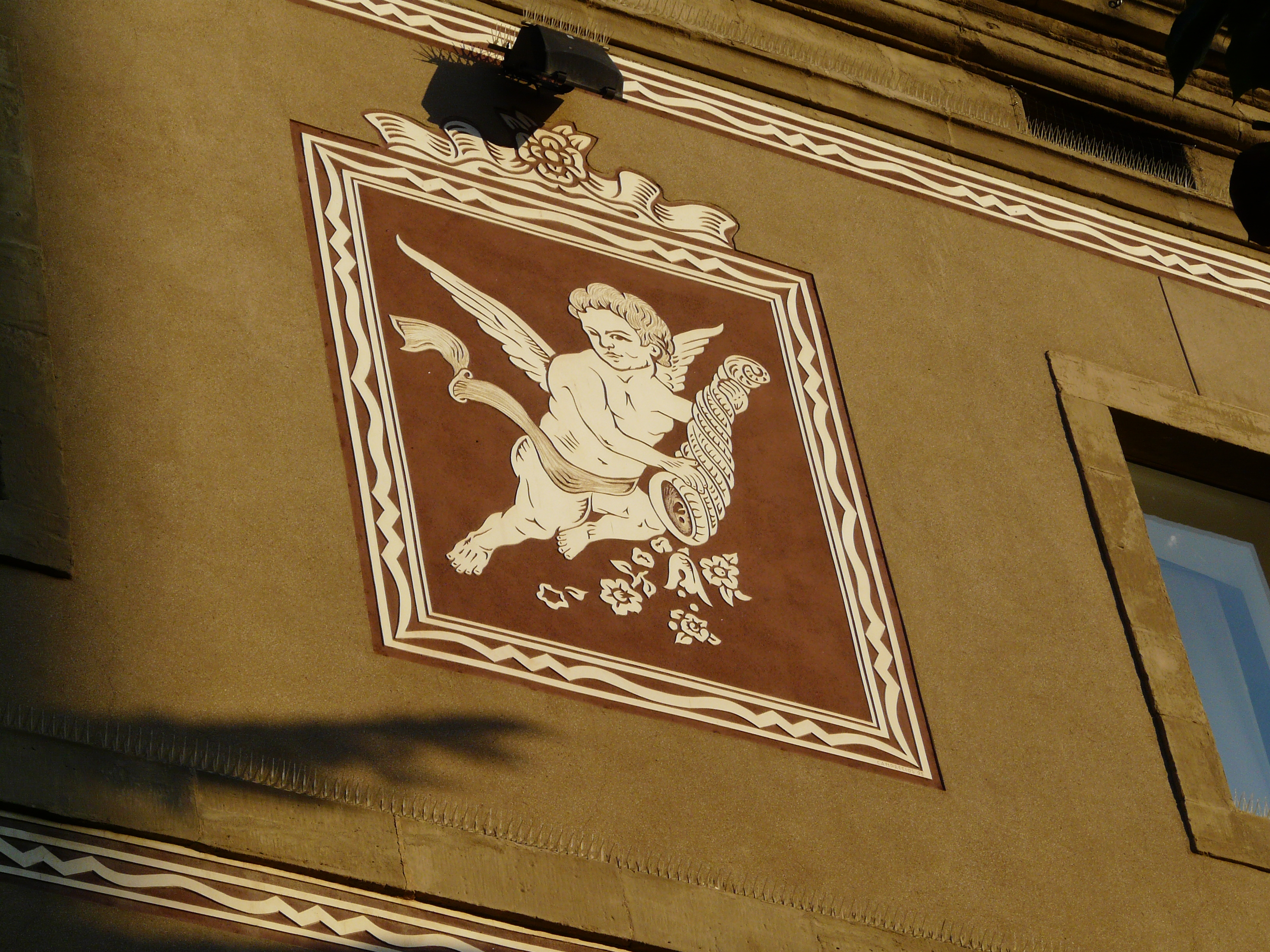
Imatge d'un esgrafiat

La capella, on actualment està situada la sala infantil de la Biblioteca Pública de Lleida, tenia un paper important en l'edifici. El 1940, quan es va reconstruir de nou, degut als nombrosos desperfectes ocasionats per la Guerra Civil, es va encarregar al pintor Garcia Morales unes pintures decoratives pel presbiteri, amb escenes de la vida de Nostra Senyora, patrona de la Casa, i una al·legoria de la fundació de l'Institut de les Filles de la Caritat de Sant Vicenç de Paül. Les habitacions dels nens eren a la tercera planta de l'ala dreta. La cuina estava situada on avui es troba el taulell central de la biblioteca, i el menjador a la sala d'actes, sempre separant nens i nenes. On actualment està ubicada l'hemeroteca es trobaven els banys.
Les façanes exteriors, interiors i les dels patis corresponen a l'arquitectura de l'època, estil historicista classicista, destacant els esgrafiats de la façana principal. La pedra per la seva construcció es va traure de les muralles de la ciutat.
L'edifici va ser rehabilitat als anys 90 i l'interior es va reformar per adequar-lo al nou ús de l'edifici com a biblioteca, tot i que es va mantenir la distribució d'espais marcats pels dos grans patis interiors.

## Història

### Origen
La Casa de Maternitat, segons Josep Pleyan de Porta, té el seu origen en l'antic hospital d'infants orfes, la fundació del qual s'atribueix a Sant Vicent Ferrer a principi del segle xv. L'any 1787 es va construir una nova seu al carrer del Carme, la que avui és el Palau de la Diputació de Lleida. La casa de Maternitat era coneguda amb el nom d'“Inclusa Provincial”
Aquest hospici era un edifici totalment insuficient per les necessitats provincials, i a més a més estava en molt mal estat, per això el 1858 la Junta Provincial de Beneficència acordà la construcció d'una nova casa d'expòsits i de maternitat. No obstant això, tardà més de vint anys a inaugurar-se. El 1858 la Junta Provincial de Beneficència de la Diputació de Lleida acorda la construcció d'una nova casa d'expòsits i de maternitat. El projecte surt a subhasta per un import de 979.887 rals.
Entre 1860 i 1889 es va construir l'edifici, amb moltes dificultats econòmiques i administratives, a la Rambla d'Aragó de Lleida definint l'anomenat passeig de Boters, obert en enderrocar-se les muralles de la ciutat, i seguint-ne el traçat, entre el nucli antic i el nou eixample, sota la direcció dels arquitectes Joan Soler Mestres i Agapit Lamarca i Quintana.
S'hi acollia a tots els infants de pares desconeguts, els infants nascuts de legítim matrimoni quan, per mort o malaltia dels seus pares, es trobaven desemparats. També era molt important l'atenció a les mares solteres que demanaven parir a la casa, i als expòsits que eren abandonats, a la porta de l'edifici o a les portes d'alguna església. La Casa de Maternitat estava regentada per germanes de la Caritat que atenien tots els menesters de la casa. Aquestes també es feien càrrec de l'escolarització dels infants del centre. L'escolarització estava organitzada per una unitat de pàrvuls, nens i nenes en classes diferents entre tres i set anys, i nens i nenes en classes diferents entre set i quinze anys. La Maternitat també tenia una escola de música, de nova creació, que preparava els interns com a instrumentistes amb molt bons resultats.

### Segle XX
El 28 de maig de 1920 els establiments de beneficència de la Diputació de Lleida van ser traspassats a la Mancomunitat de Catalunya. La Mancomunitat va fer reformes de gran importància a l'edifici: augmenta la capacitat en les aules, dota de mobiliari, instal·la rentadors mecànics, construeix banys i lavabos i restaura una escala interior amb construcció de claraboia. També millora la part econòmica als asilats.
L'edifici va patir molts desperfectes durant els anys de la Guerra Civil (1936-1939), es va utilitzar per finalitats molt diferents per les que havia estat concebut. El 5 de març de 1940 es va formular el projecte total de reconstrucció dels nombrosos danys ocasionats per la guerra. L'arquitecte Villalonga es va encarregar de la reforma, restauració i adequació de l'edifici. Efectua un arrebossat general, tanca algunes obertures de la façana, que es van resoldre amb les figures d'uns singulars àngels esgrafiats. El tancament d'obertures a la façana principal amb arrebossats esgrafiats per l'arquitecte Villalonga al 1940.
Aquest edifici funcionà com a maternitat fins al 1988. A pocs metres es podia trobar la Llar de Sant Josep, on anaven els nois de la Maternitat a aprendre un ofici, però el 1996 es va posar punt final a aquesta institució benèfica de la Diputació. El 21 de gener de 1998 s'hi inaugurà la nova seu de la Biblioteca Pública. La Casa de la Maternitat va ser rehabilitada segons el projecte de l'arquitecte lleidatà Daniel Gelabert. Aquest edifici passà a ser el Museu de Lleida Diocesà i Comarcal. Des del setembre de 1988 la Casa de Maternitat és història. Deu anys més tard el majestuós edifici es convertiria en la Biblioteca Pública de Lleida. El 21 de gener de 1998 la Biblioteca Pública de Lleida inaugura la seva nova seu a l'antic edifici de la Casa de Maternitat, a la Rambla d'Aragó. Els treballs de rehabilitació per al seu nou ús s'havien iniciat l'any 1991 allargant-se fins al 1997, executant el projecte l'arquitecte lleidatà Daniel Gelabert i Fontova.